# Landolphia mannii
Landolphia mannii är en oleanderväxtart som beskrevs av William Turner Thiselton Dyer. Landolphia mannii ingår i släktet Landolphia och familjen oleanderväxter. Inga underarter finns listade i Catalogue of Life.